# Marmota olympus
Espèce
Statut de conservation UICN

 LC  : Préoccupation mineure
Marmota olympus est une espèce de marmottes (mammifères fouisseurs de l'ordre des rongeurs). La marmotte tire son nom dans sa région d'origine, les montagnes Olympiques, et notamment dans le parc national Olympique.